# Freezland Rock
Freezland Rock är en klippa i Sydgeorgien och Sydsandwichöarna (Storbritannien). Den ligger i den sydöstra delen av Sydgeorgien och Sydsandwichöarna.
Terrängen runt Freezland Rock är huvudsakligen kuperad, men den allra närmaste omgivningen är varierad.  Det finns inga samhällen i närheten. 